# Tôň
Tôň este o comună slovacă, aflată în districtul Komárno din regiunea Nitra. Localitatea se află la altitudinea de 112 m deasupra n.m., se întinde pe o suprafață de 9,5 km2 și în 2017 număra 746 de locuitori.

## Istoric
Localitatea Tôň este atestată documentar din 1268.

## Demografie
| An:                | 1994 | 2004   | 2014   | 2024   |
| ------------------ | ---- | ------ | ------ | ------ |
| Număr de persoane: | 838  | 833    | 790    | 718    |
| Diferență:         |      | −0,59% | −5,16% | −9,11% |

| An:                | 2023 | 2024   |
| ------------------ | ---- | ------ |
| Număr de persoane: | 711  | 718    |
| Diferență:         |      | +0,98% |